# Munich - The Edge of War
Munich - The Edge of War és una pel·lícula britànica de drama històric de 2021, dirigida per Christian Schwochow, a partir d'un guió de Ben Power. Es basa en la novel·la Munich del britanic Robert Harris, escrita el 2017. És protagonitzada per Jeremy Irons, George MacKay, Jannis Niewöhner, Sandra Hüller, Liv Lisa Fries, August Diehl, Jessica Brown Findlay, Anjli Mohindra i Ulrich Matthes. Va ser estrenada el 21 de gener de 2022 per Netflix.

## Repartiment
- Jeremy Irons com Neville Chamberlain[4]
- George MacKay com Hugh Legat
- Jannis Niewöhner com Paul von Hartmann
- Sandra Hüller com Helen Winter
- Liv Lisa Fries com Lenya
- August Diehl com Franz Sauer
- Jessica Brown Findlay com Pamela Legat
- Anjli Mohindra com Joan
- Ulrich Matthes com Adolf Hitler
- Mark Lewis Jones com a Sir Osmund Cleverly

## Al voltant de la pel·lícula
El rodatge va començar a l'octubre de 2020 i va acabar al desembre de 2020. La filmació va tenir lloc a Berlín, Potsdam, Múnic i Anglaterra. El títol de treball va ser Munic 38.